# Fimbria soverbii
Espèce
Synonymes
- †Cavilucina elegans (Deshayes, 1823)
- Corbis elegans Deshayes in Cuvier, 1844
- Corbis soverbii Reeve, 1842
- Corbis sowerbyi (sic)
- Fimbria sowerbyi (sic)

Fimbria soverbii est une espèce de mollusques bivalves de la famille des Lucinidae et de la sous-famille des Fimbriinae. Elle est trouvée dans l'Océan Indien et au Japon.

## Historique
L'espèce Fimbria soverbii est décrite en 1842 par le naturaliste britannique Lovell Augustus Reeve (1814-1865).

## Synonymes
- †Cavilucina elegans (Deshayes, 1823)[2]
- Corbis elegans Deshayes in Cuvier, 1844
- Corbis soverbii Reeve, 1842
- Corbis sowerbyi (sic)
- Fimbria sowerbyi (sic)